# Rothium littoralis
Rothium littoralis is een keversoort uit de familie van de kortschildkevers (Staphylinidae). De wetenschappelijke naam van de soort is voor het eerst geldig gepubliceerd in 1998 door Klimaszewski & Peck.